# Myxosoma subtecalis
Myxosoma subtecalis är en djurart som tillhör fylumet Myxozoa, och. Myxosoma subtecalis ingår i släktet Myxosoma och familjen Myxosomatidae. Inga underarter finns listade i Catalogue of Life.